# Estación Ikazaki

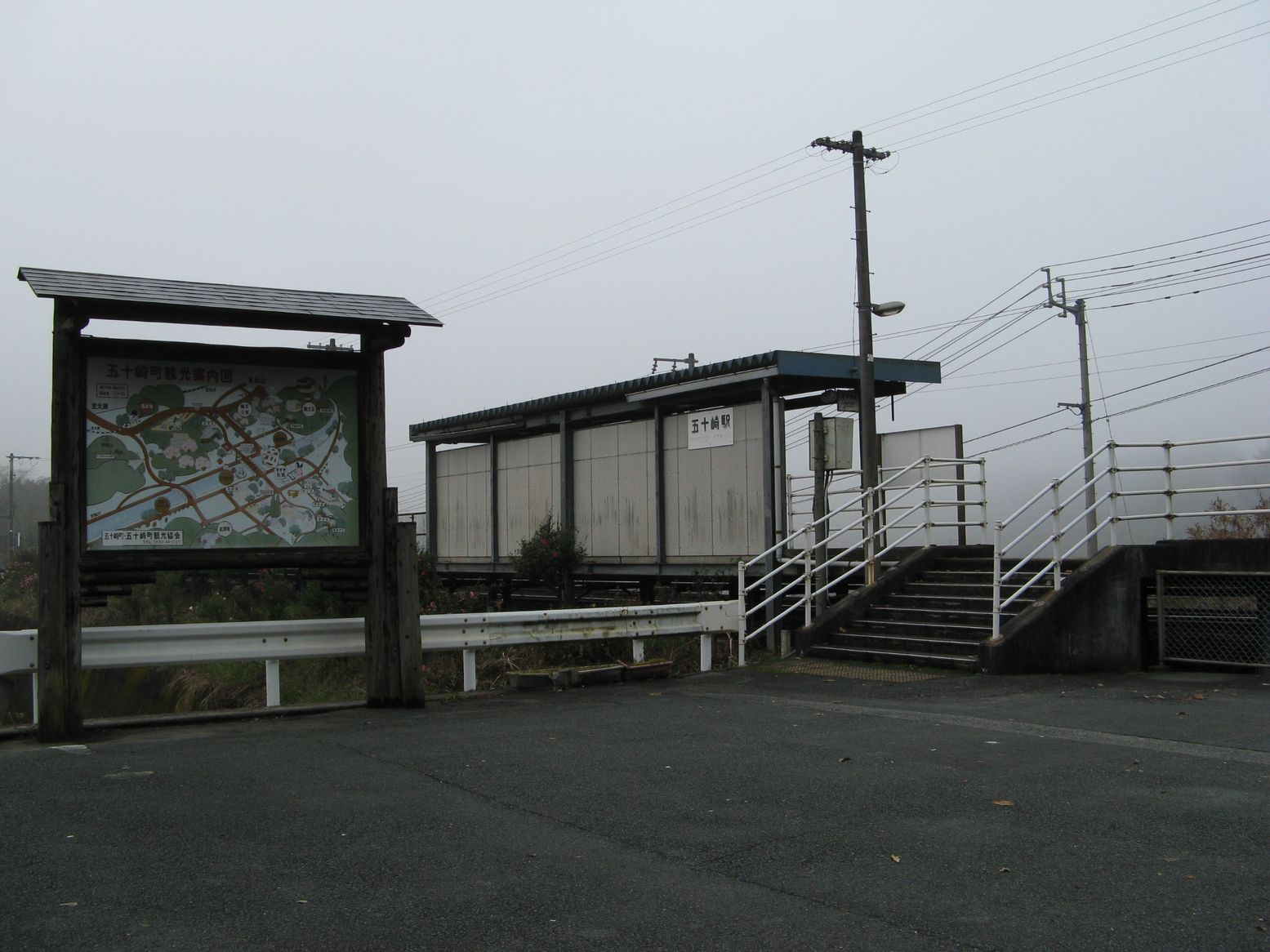
Ikazaki

La estación Ikazaki (五十崎駅 Ikazaki-eki?) es una estación de la línea Yosan de la Japan Railways que se encuentra en el pueblo de Uchiko del distrito de Kita de la prefectura de Ehime. El código de estación es el "U11".

## Característica
Es una estación cuya denominación es capicúa.

## Estación de pasajeros
Cuenta con una única plataforma, la cual posee un único andén (andén 1). 
No cuenta con personal y una parte de la estación está dentro de un túnel.

### Andén
| 1 | ● Línea Yosan | Hacia Uchiko, Iyo y Matsuyama (los servicios rápidos no se detienen)   |
| 1 | ● Línea Yosan | Hacia Ōzu, Yawatahama y Uwajima (los servicios rápidos no se detienen) |

## Alrededores de la estación
- Ruta Nacional 56

## Historia
- 1920: el 1° de mayo es inaugurada por Ferrocarril Ehime (愛媛鉄道 Ehime-tetsudō?).
- 1933: el 1° de octubre el Ferrocarril Ehime es estatizado con el nombre de línea Ehime.
- 1935: el 6 de octubre el ancho de vía la línea Ehime (que desde la época del Ferrocarril Ehime era de 762 mm) pasa a ser de 1.067 mm.
- 1986: el 3 de marzo se inaugura el nuevo ramal de la línea Yosan.
- 1987: el 1° de abril pasa a ser una estación de la división Ferrocarriles de Pasajeros de Shikoku de la Japan Railways.
- 1988: en junio la línea principal Yosan vuelve a ser simplemente línea Yosan.

## Estación anterior y posterior
- Línea Yosan 
  - Estación Uchiko (U10)  <<  Estación Ikazaki (U11)  >>  Estación Kitayama (U12)